# Saint-Prix (Val-d'Oise)
Saint-Prix é uma comuna francesa situada no departamento de Val-d'Oise, região da Ilha de França.
Seus habitantes são chamados Saint-Prissiens.

## Geografia
A comuna está localizada a 15 km ao norte de Paris, no flanco meridional da grande colina-testemunha na floresta de Montmorency. Ela domina o Vale de Montmorency. 
Saint-Prix é limítrofe de Montlignon, Eaubonne, Ermont, Saint-Leu-la-Forêt, Bouffémont, Chauvry e Domont.
A comuna é servida pela estação de Le Gros Noyer - Saint-Prix, localizada na comuna de Ermont.

## Toponímia
Turnus em 1175, Tour ou Tourn, To ou Torn  em 1193, Tou em 1648, Thou em 1691.
Antigamente "Thor" ou "Thür", de origem germânica, a vila deve o seu nome atual ao santo auvérnio, que foi assassinado em 676 e cujas relíquias foram colocadas em um convento estabelecida por homens religiosos, que havia recebido de Jean de Tour, tesoureiro do Templo de Paris. A peregrinação das relíquias de Saint-Prix se desenvolveu e o nome de "Saint-Prix" aparece assim em 1536. 

## História
A existência da aldeia de Tour é atestada em 1099, quando Raoul Deliès, conde de Pontoise doou seus direitos sobre esta aldeia e também a aldeia vizinha denominada de Métiger para a abadia de Saint-Martin-des-Champs.
A vila tinha apenas 40 habitantes em 1470, foi no senhorio de Montmorency que fundaram no século XII na floresta de Montmorency um priorado transformado em um encontro de caça em 1460 e que recebeu a visita de Luís XI.
Durante a Revolução Francesa, a comuna tomou o nome de Bellevue-la-Forêt. Tornou-se, durante o Terror, o refúgio da Roland, La Révellière-Lépeaux, Bosc e dos proscritos girondinos.

## Cultura e patrimônio

### Lugares e monumentos

#### Monumentos Históricos

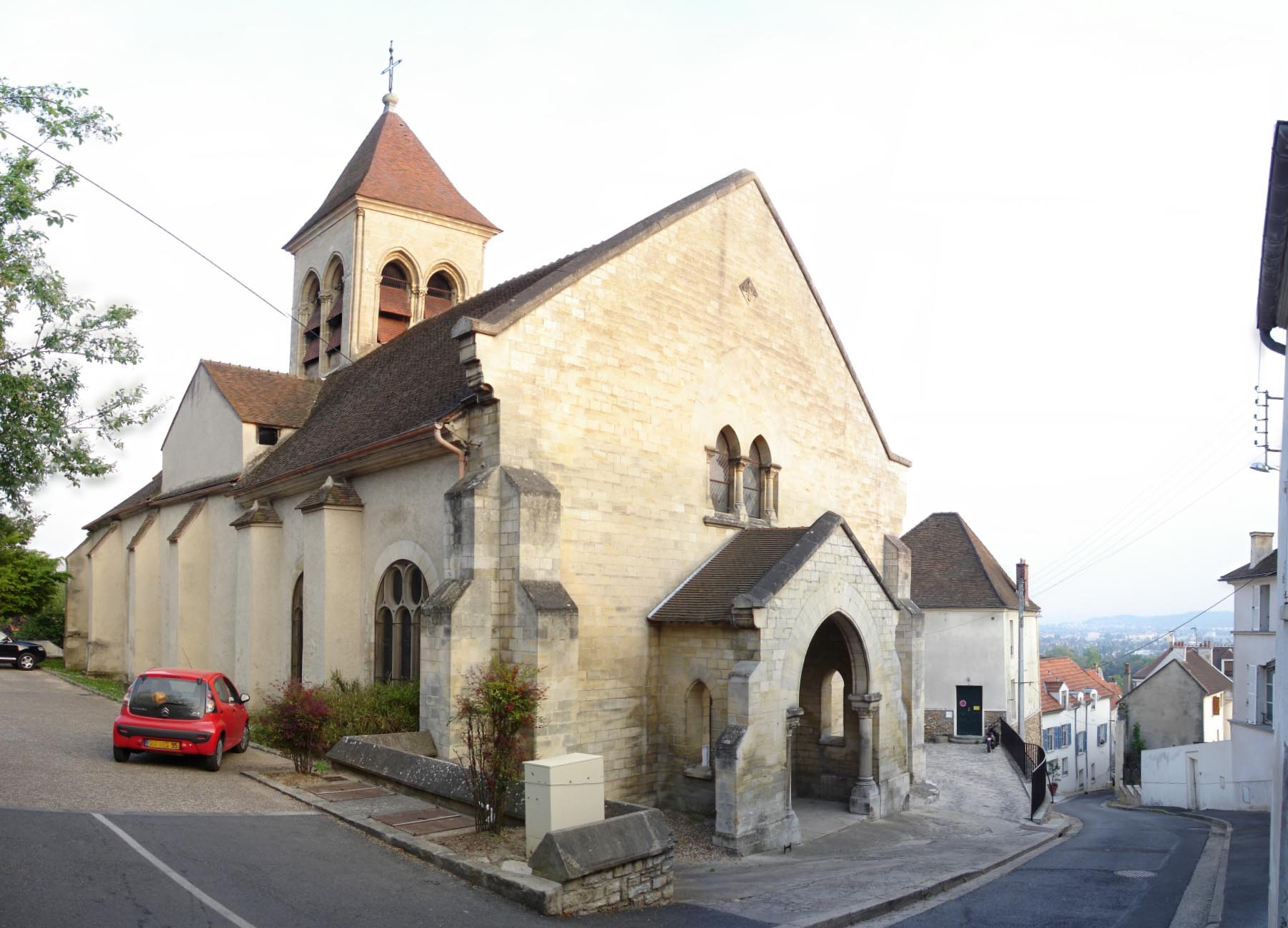
A Igreja De Saint-Prix.
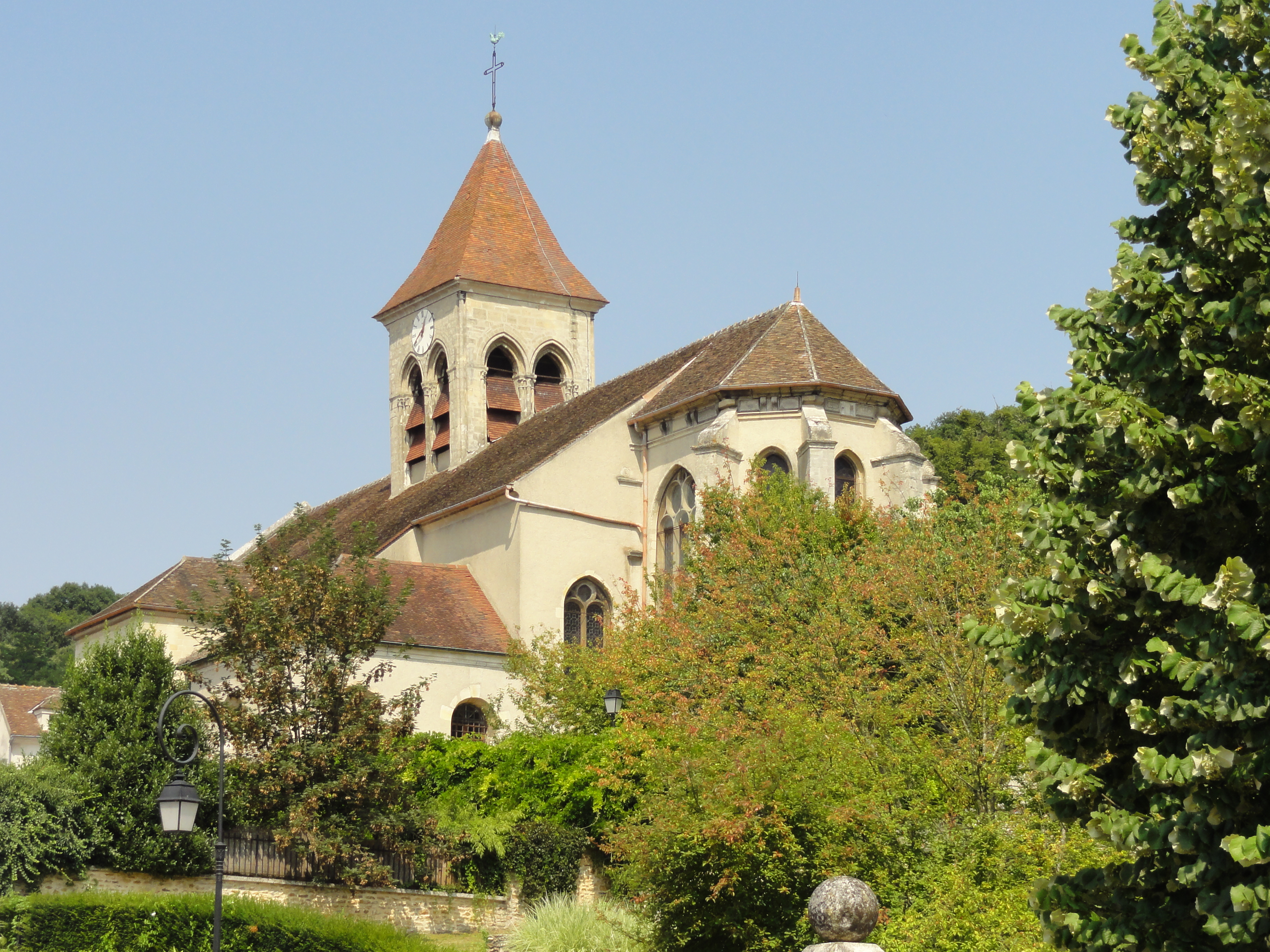
O Chevet da igreja.
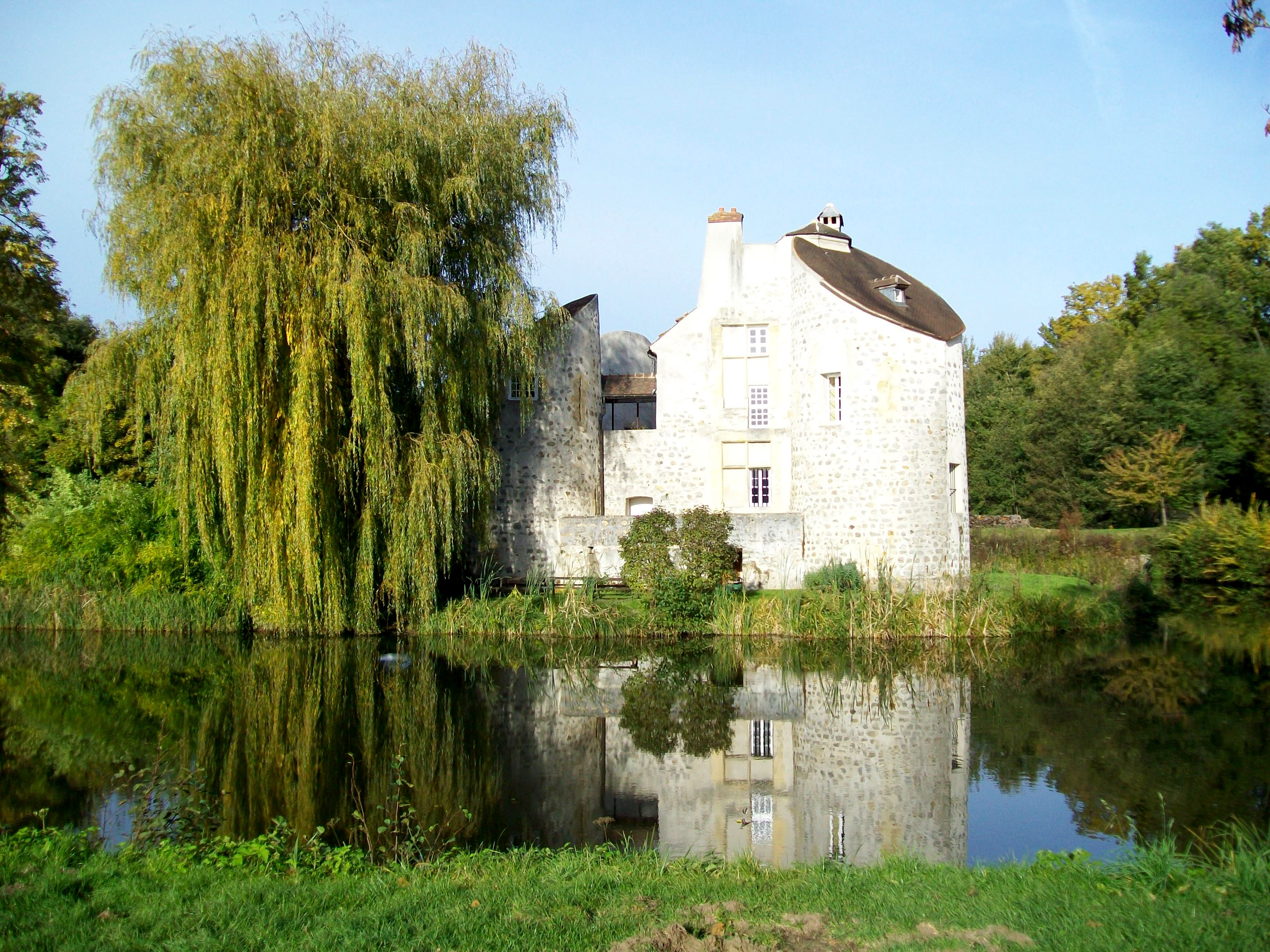
Castelo de Caça, fachada.
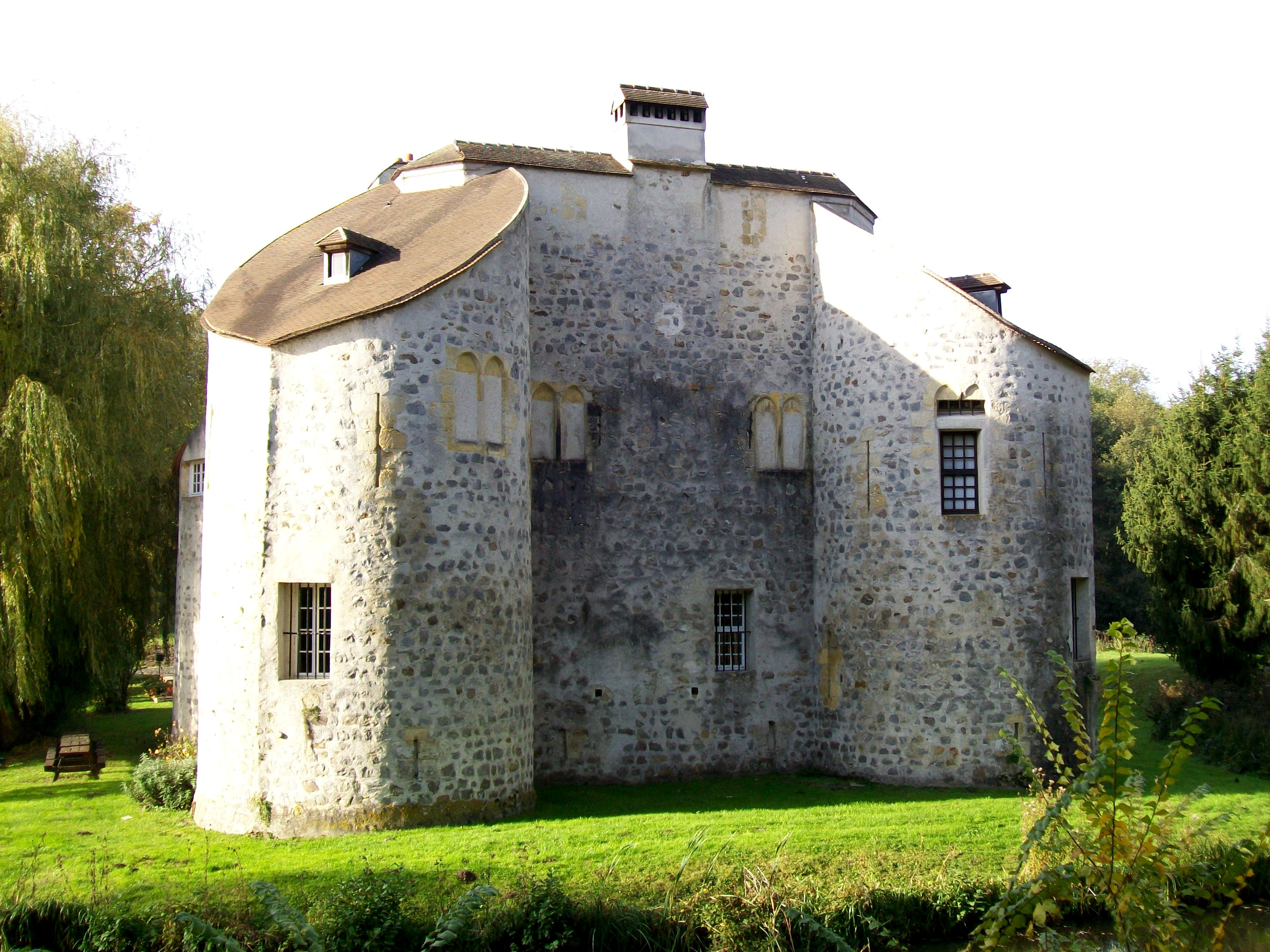
Frente norte do castelo.
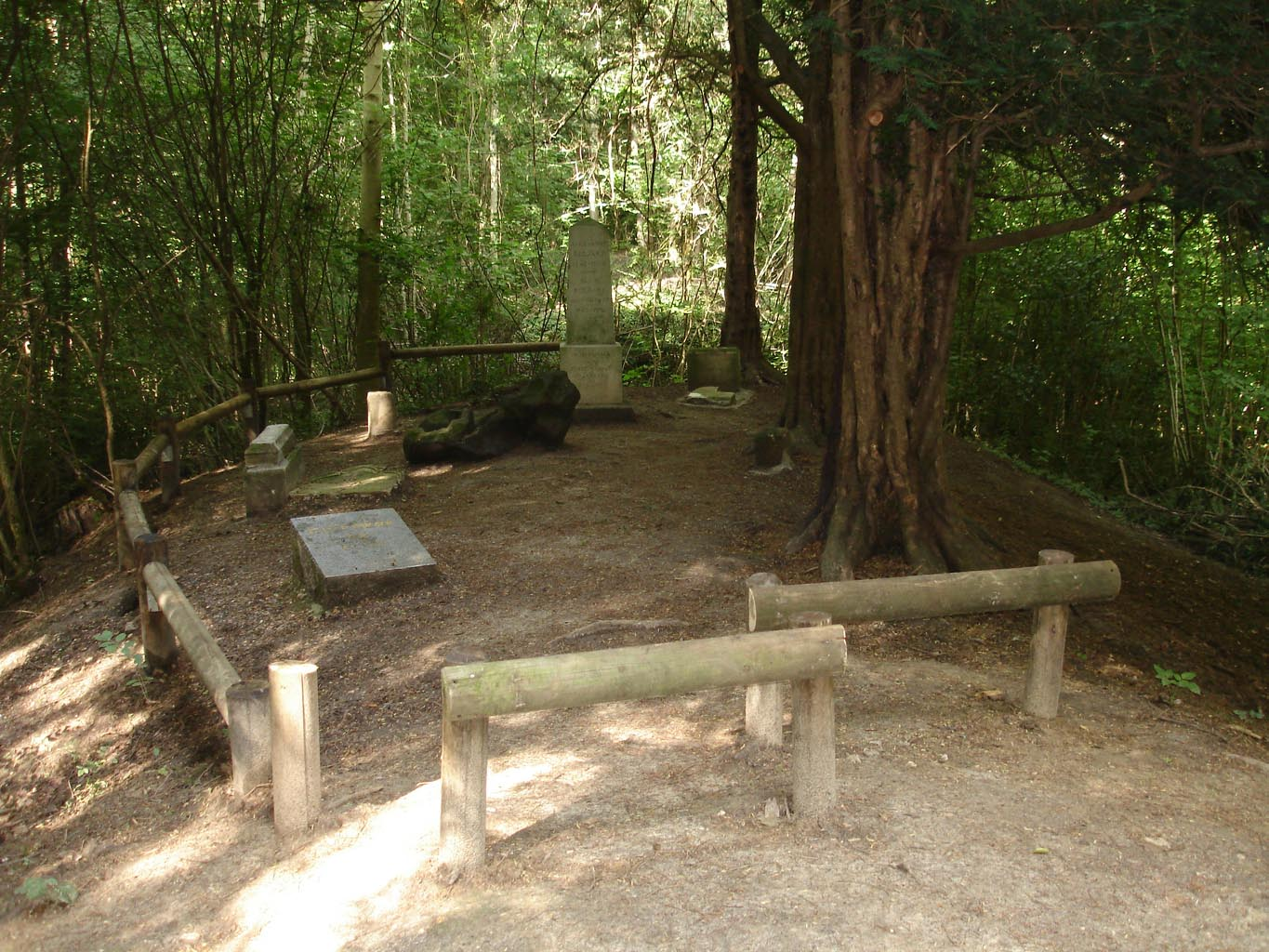
Cemitério de Bosc.

Saint-Prix tem três monumentos históricos em seu território.
- Église du Vieux Village (inscrito monumento histórico por decreto de 16 de junho de 1926[2])[3].
- Château de la Chasse na Floresta de Montmorency (inscrito monumento histórico por decreto de 19 de agosto de 1933[4]) : O castelo atual é de uma casa fortificada do século XII, consistindo de uma casa de plano quadrado de 20 m de lado, flanqueado nos ângulos de quatro torres redondas. Elas foram demolidas em 1728, e a casa foi substituída por uma casa contemporânea. Um dos primeiros proprietários conhecidos foi Mathieu II de Montmorency em 1208. Guillaume de Montmorency aí recebeu o rei Luís XI para uma partida de caça. O castelo passou então para a casa de Condé, depois foi comprado por Luís Bonaparte sob o Primeiro Império. Sob a Restauração, os Condé recuperaram o castelo, mas logo o cederam a Sophie Dawes, baronesa de Feuchères. É hoje um domínio do Office national des forêts.
- Cimetière de Bosc, próximo do castelo (inscrito monumento histórico por decreto de 19 de agosto de 1933[5]).

#### Outros elementos do patrimônio

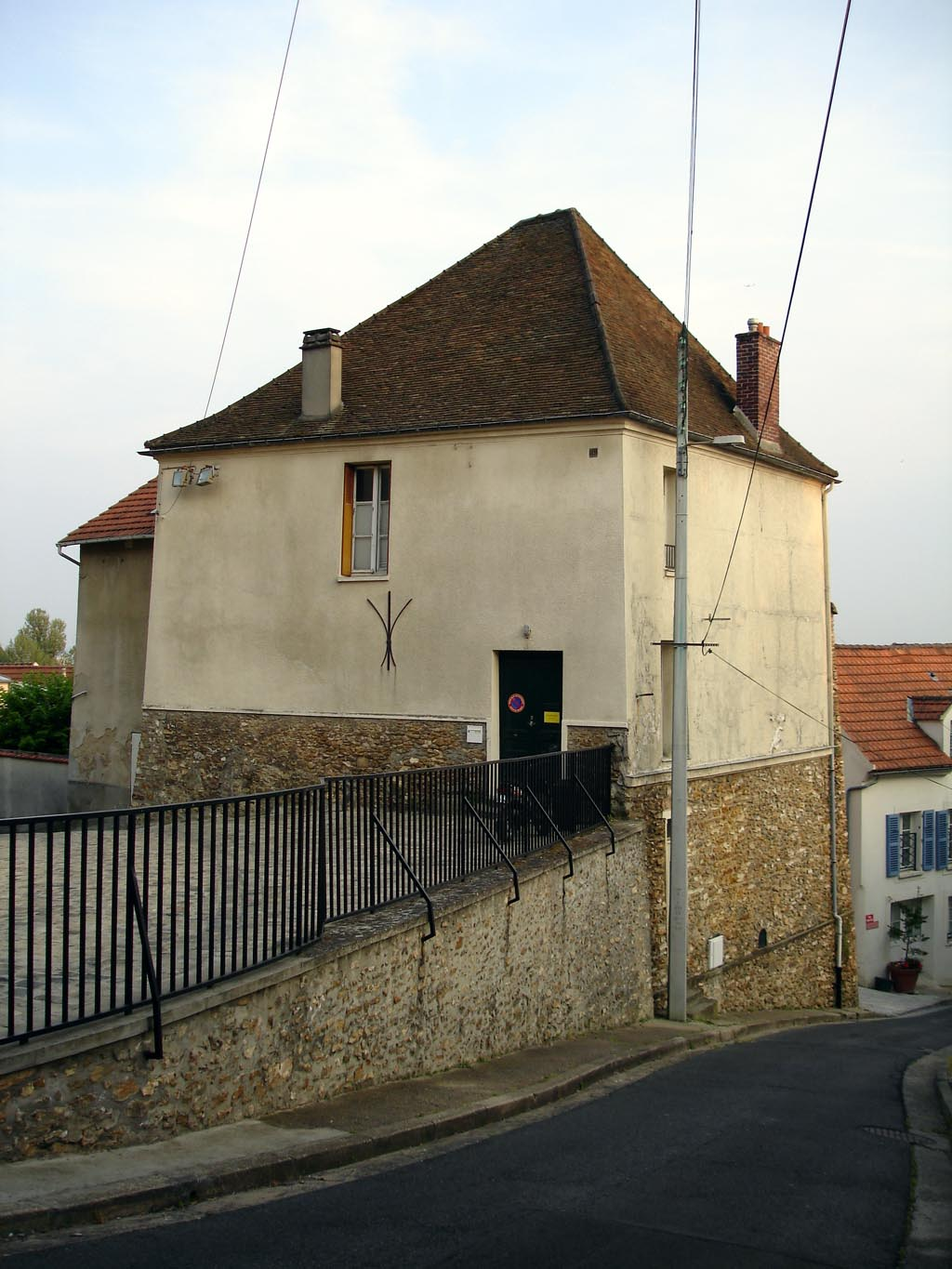
Antiga reitoria.
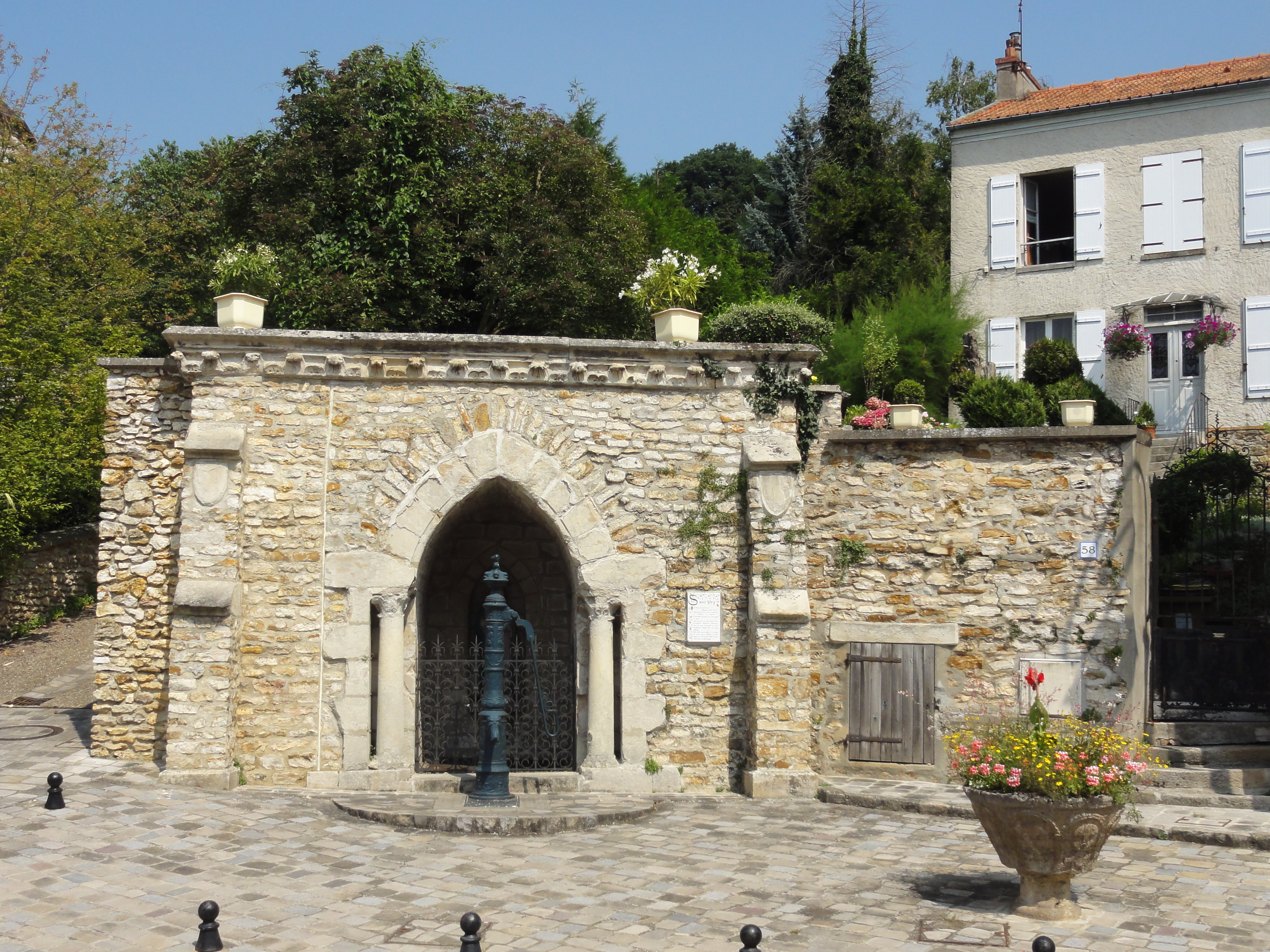
Fontaine Saint-Retire.
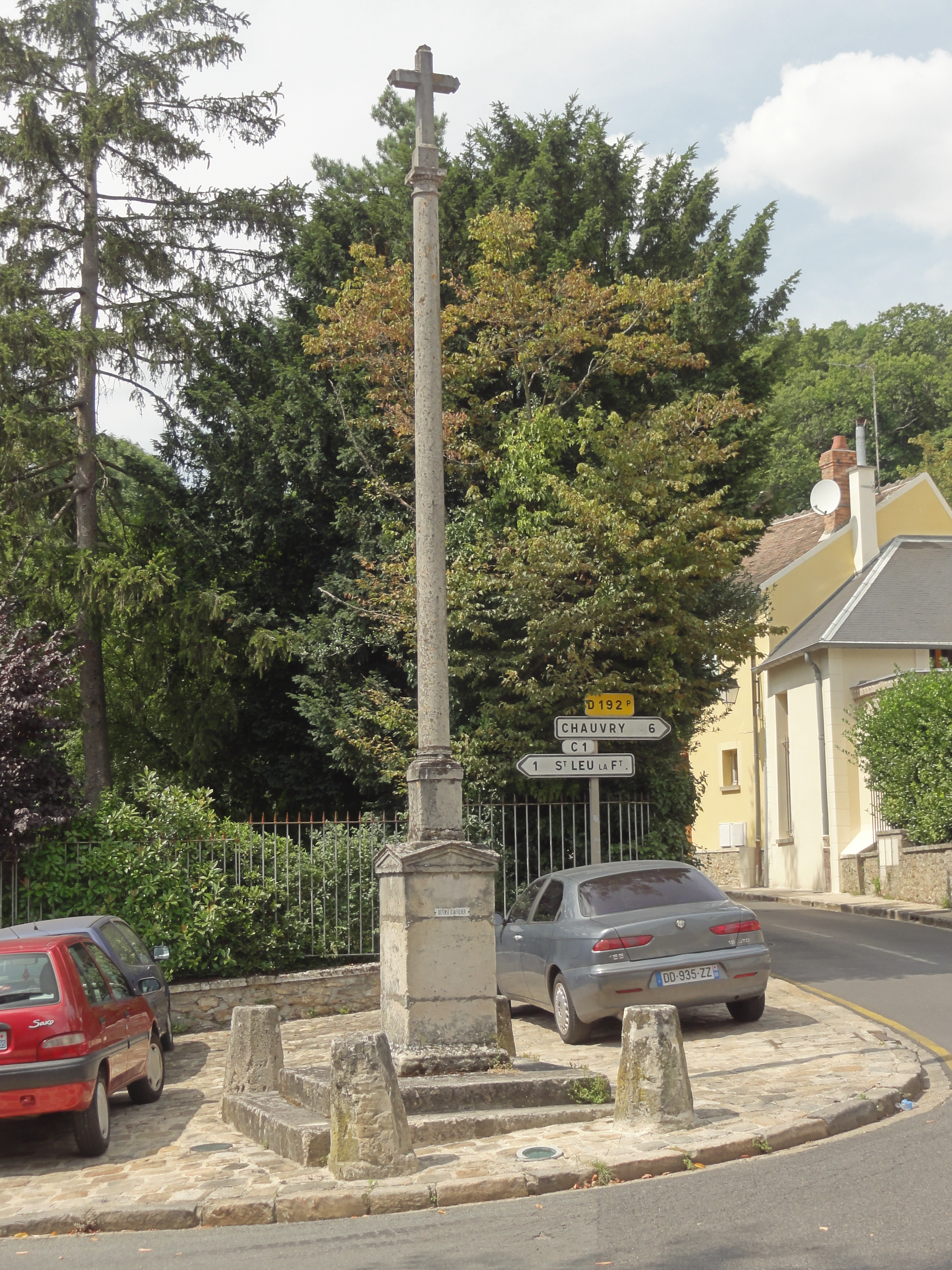
Croix hosannière.
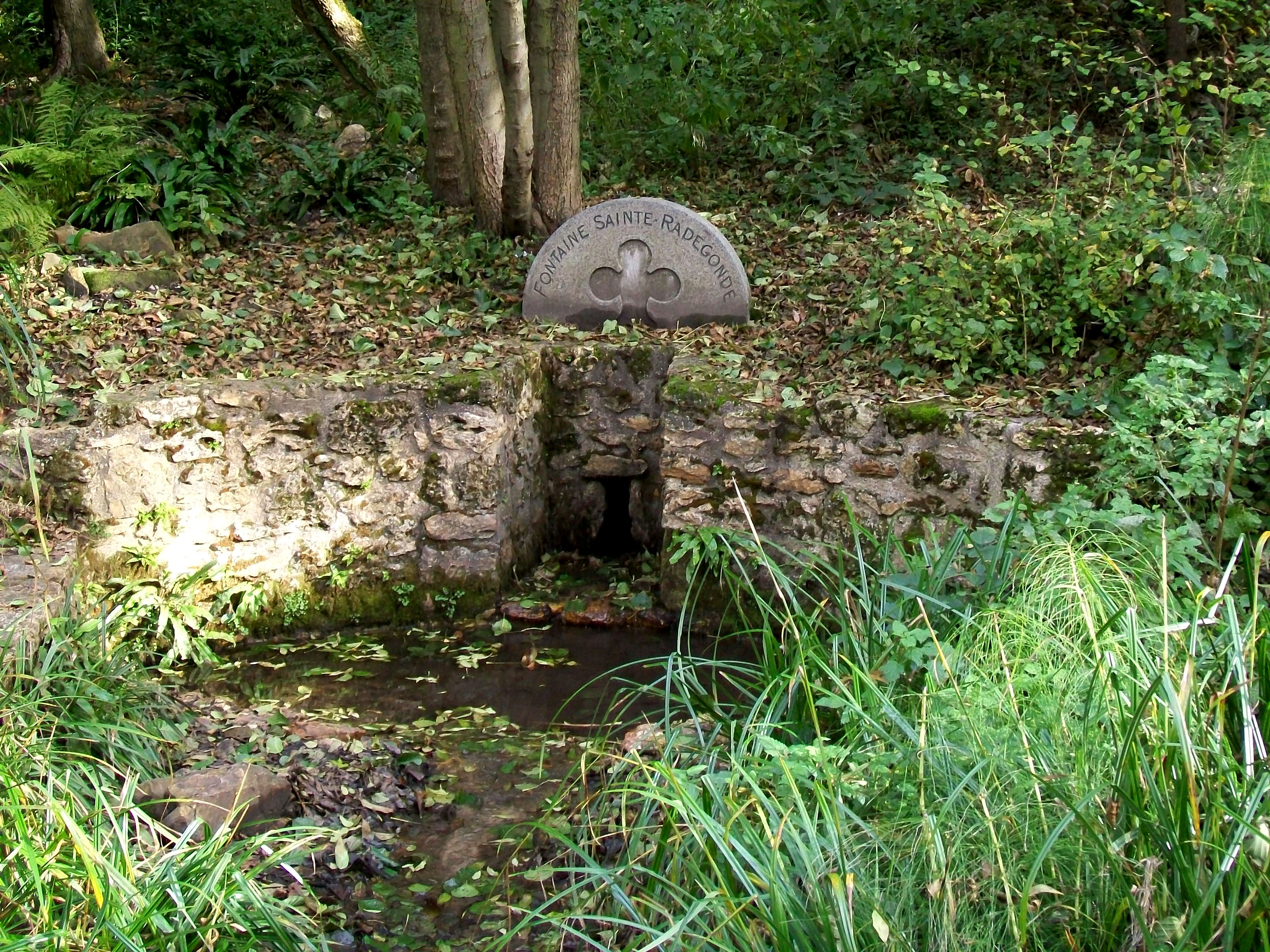
Fontaine Sainte-Radegonde.
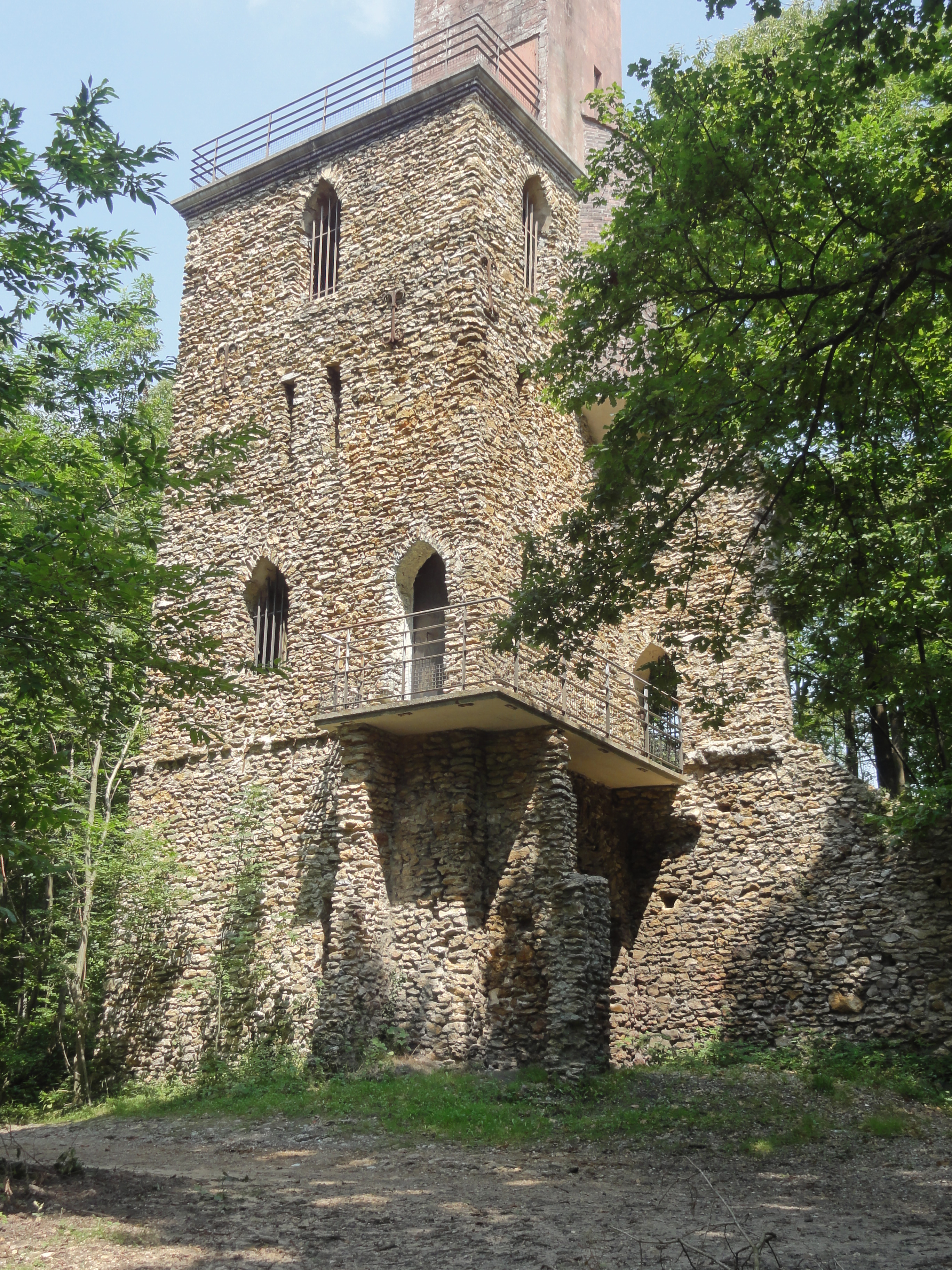
Tour Plumet.
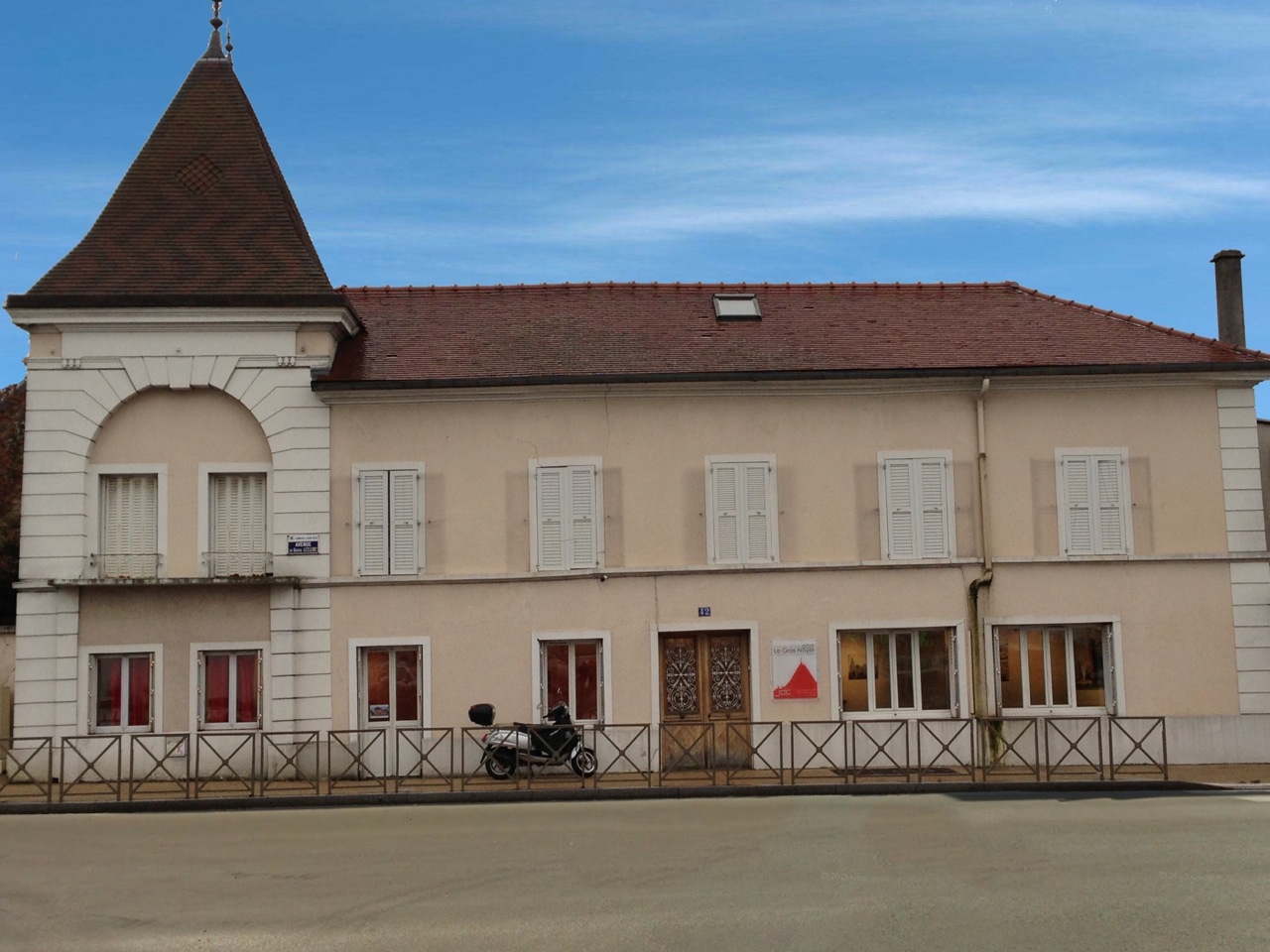
Auberge du Gros-Noyer.

- Ancien presbytère.
- Château de la Ferme.
- Casa de Michel-Jean Sedaine.
- Fontaine Saint-Pry.
- Museu Arqueológico e Histórico: O museu está instalado no antigo prieuré Blanc, onde os cônegos da abadia de Saint-Victor de Paris se mudaram em 1526 em detrimento de seu antigo convento perto da fonte Sainte-Radegonde. Como resultado, o priorado também tomou o sobrenome de prieuré Sainte-Radegonde. Escavações arqueológicas descobriram uma casa de gelo do século XVI, uma adega do século XII sob o pátio, uma adega de 1537 e uma abóbada de 1560. Este contexto predestina a casa para abrigar um museu arqueológico. Ele apresenta uma coleção de objetos de escavações feitas em torno da igreja e do priorado: vasos decorados do século XII, cerâmica notável, jarros e copos que datam dos séculos XVI e XVII. Uma apresentação de ferramentas e objetos testemunha a presença da vinha e das rendas por vários séculos.
- Croix des Célestins.
- Croix hosannière.
- Château de la Terrasse.
- Temple d'Amour et fontaine.
- Fontaine Sainte-Radegonde.
- Tour du Plumet, na Floresta de Montmorency.
- Auberge du Gros-Noyer.

### Personalidades ligadas à comuna
Residência de Boileau, Sedaine, Paul-Louis Courier, Lamennais, Victor Hugo, Edmond Rostand, José María Semprún Gurrea (pai de Jorge Semprún) durante a Segunda Guerra Mundial. A vila tornou-se muito popular pelo seu quadro de artistas: Catherine Deneuve reside aí, bem como Lorie, que aí construiu uma mansão.

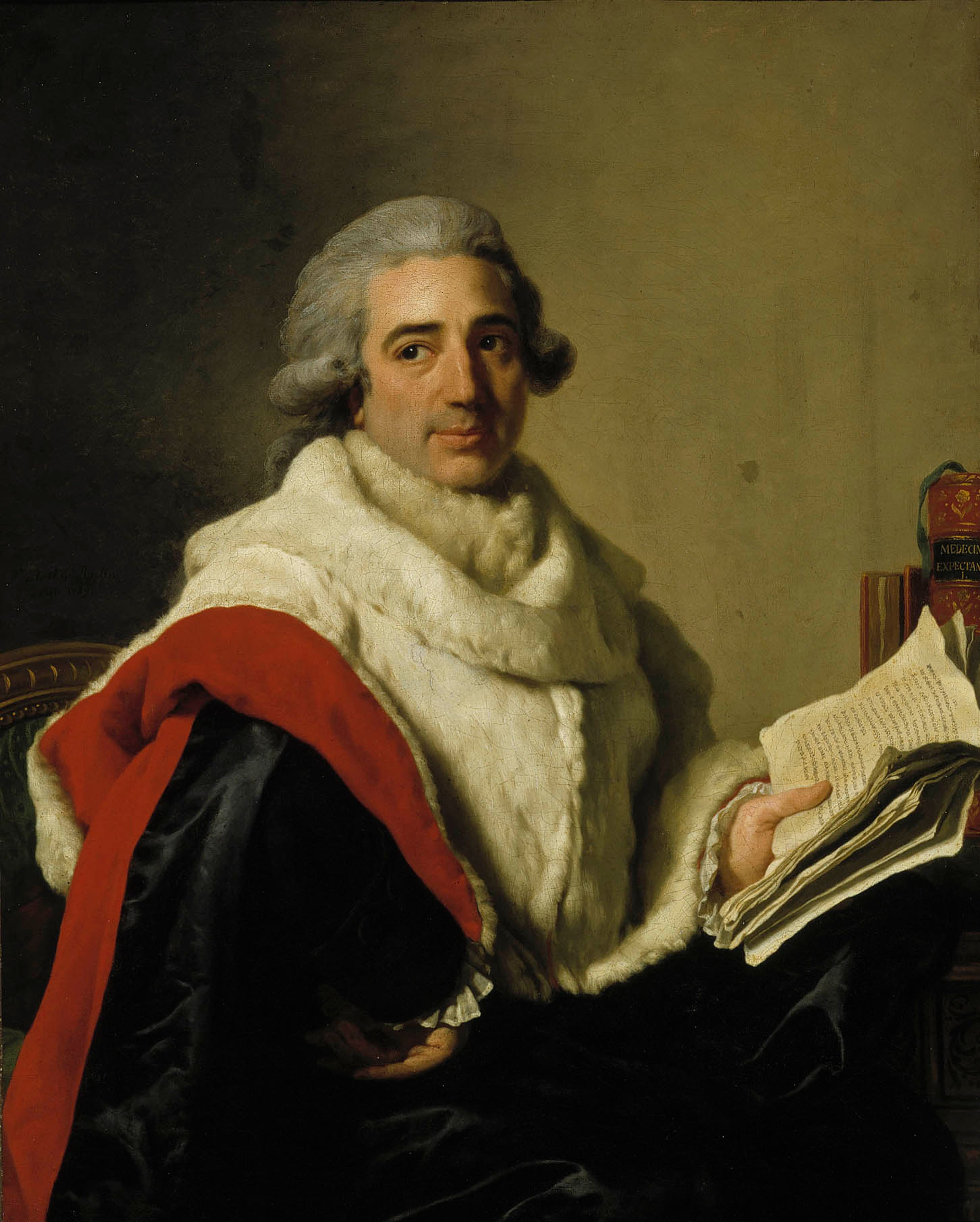
Jean-Baptiste Eugenie Du Mangin ou Jean-Baptiste Dumangin

- Jean-Baptiste Dumangin (1744-1826), médico, ele curou e fez a autópsia de Luís XVII na Torre do Templo em junho de 1795. Ele viveu no castelo de Vendôme.
- Arthur de Boislisle (1835-1808), historiador, membro da Académie des inscriptions et belles-lettres, em 1884, da Société de l'histoire de France, e de Paris e Île-de-France. Habitou "La Solitude".
- Albert Maignan (1845-1908), pintor.
- Jean-Victor Badin (1872-1949), escultor.